# دبورا پرت
دبورا پرَت (انگلیسی: Deborah Pratt؛ زادهٔ ۱۶ دسامبر ۱۹۵۱) بازیگر، نویسنده، تهیه‌کننده تلویزیونی، کارگردان فیلم اهل ایالات متحده آمریکا است.
ار جمله آثار او می‌توان به گرگ آسمان (۱۹۸۵–۱۹۸۴) اشاره کرد.